# Bahnstrecke Dąbrowa Górnicza Ząbkowice–Kraków
| Verlauf der Bahnstrecke Dąbrowa Górnicza Ząb–Kraków Strecke der Krakau-Oberschlesischen Eisenbahn Strecke der Warschau-Wiener Eisenbahn |                                                                                |                                                                          |                                                                          |
| Streckennummer: | 133                                                                            |                                                                          |                                                                          |
| Kursbuchstrecke: | 104 (Dąbrowa Górnicza Ząb.–Jaworzno Szcz.) 140 (Jaworzno Szczakowa–Kraków Gł.) |                                                                          |                                                                          |
| Streckenlänge: | 70,779 km                                                                      |                                                                          |                                                                          |
| Spurweite: | 1435 mm (Normalspur)                                                           |                                                                          |                                                                          |
| Stromsystem: | 3 kV =                                                                         |                                                                          |                                                                          |
| Streckengeschwindigkeit: | 160 km/h                                                                       |                                                                          |                                                                          |
| Zweigleisigkeit: | außer Sosnowiec Maczki– Jaworzno Szczakowa                                     |                                                                          |                                                                          |
| |                                                                                |                                                                          |                                                                          |
| \| \| \| von Warszawa \| \| \| \| 0,000 \| Dąbrowa Górnicza Ząbkowice \| 298 m \| \| \| \| nach Katowice und Brzeziny Śląskie \| \| \| \| \| zur Huta Katowice \| \| \| \| 2,875 \| Dąbrowa Górnicza Huta Katowice \| 299 m \| \| \| \| \| \| \| \| \| von den Strecken Warszawa–Katowice und Dąbrowa Górnicza–Brzeziny Śląskie \| \| \| \| \| \| \| \| \| 3,667 \| Dąbrowa Górnicza Huta Katowice podg \| 299 m \| \| \| \| nach Dąbrowa Górnicza Strzemieszyce \| \| \| \| 7,537 \| Dąbrowa Górnicza Południowa \| 282 m \| \| \| \| \| \| \| \| \| Dąbrowa Górnicza Strzemieszyce–D. G. Wschodnia \| \| \| \| \| von Dąbrowa Górnicza Towarowa \| \| \| \| \| \| \| \| \| 10,7 \| podg Dorota \| 272 m \| \| \| \| \| \| \| \| \| nach Sosnowiec Dańdówka \| \| \| \| \| zur Strecke Jaworzno Szczakowa–Mysłowice \| \| \| \| \| vom Euroterminal Sławków \| \| \| \| \| von Sosnowiec Kazimierz \| \| \| \| 13,276 \| Sosnowiec Maczki \| 265 m \| \| \| \| \| \| \| \| \| Biała Przemsza (ehem. Staatsgrenze Russland–Österreich) \| \| \| \| \| \| \| \| \| 14,425 \| Jaworzno Szczakowa Lokomotywownia \| 264 m \| \| \| \| von Mysłowice \| \| \| \| \| von Mysłowice \| \| \| \| \| von Jaworzno \| \| \| \| 15,810 \| Jaworzno Szczakowa \| 269 m \| \| \| \| nach Bukowno \| \| \| \| \| \| \| \| \| 18,949 \| podg Pieczyska \| 283 m \| \| \| 20,839 \| Jaworzno Ciężkowice \| 288 m \| \| \| \| Grenze Śląskie–Małopolskie \| \| \| \| 25,969 \| Balin (früher Bahnhof) \| 318 m \| \| \| \| von Zebrzydowice \| \| \| \| \| von Trzebinia Siersza \| \| \| \| \| DK 79 \| \| \| \| 31,716 \| Trzebinia \| 293 m \| \| \| \| nach Skawce \| \| \| \| 36,789 \| Dulowa \| 305 m \| \| \| 41,196 \| Wola Filipowska \| 281 m \| \| \| 45,097 \| Krzeszowice \| 260 m \| \| \| \| DK 79 \| \| \| \| 51,634 \| Rudawa \| 243 m \| \| \| 57,515 \| Zabierzów \| 234 m \| \| \| \| DK 79 \| \| \| \| 59,760 \| Kraków Business Park \| 231 m \| \| \| \| DK 7 \| \| \| \| 61,852 \| Kraków Mydlniki-Wapiennik \| 237 m \| \| \| 63,304 \| Kraków Mydlniki \| 230 m \| \| \| \| von Kraków Lotnisko \| \| \| \| \| \| \| \| \| \| nach Podłęże \| \| \| \| 67,541 \| Kraków Łobzów \| 221 m \| \| \| 68,174 \| Kraków Główny Towarowy \| 222 m \| \| \| \| von Tunel \| \| \| \| \| nach Gaj \| \| \| \| 70,779 \| Kraków Główny \| 216 m \| \| \| \| nach Tarnów \| \| |                                                                                |                                                                          |                                                                          |
| Strecke |                                                                                | von Warszawa                                                             | von Warszawa                                                             |
| Bahnhof | 0,000                                                                          | Dąbrowa Górnicza Ząbkowice                                               | 298 m                                                                    |
| Abzweig geradeaus und nach rechts |                                                                                | nach Katowice und Brzeziny Śląskie                                       | nach Katowice und Brzeziny Śląskie                                       |
| Abzweig geradeaus und nach links |                                                                                | zur Huta Katowice                                                        | zur Huta Katowice                                                        |
| ehemaliger Haltepunkt / Haltestelle | 2,875                                                                          | Dąbrowa Górnicza Huta Katowice                                           | 299 m                                                                    |
| |                                                                                |                                                                          |                                                                          |
| Abzweig geradeaus und ehemals von rechts |                                                                                | von den Strecken Warszawa–Katowice und Dąbrowa Górnicza–Brzeziny Śląskie | von den Strecken Warszawa–Katowice und Dąbrowa Górnicza–Brzeziny Śląskie |
| |                                                                                |                                                                          |                                                                          |
| Blockstelle | 3,667                                                                          | Dąbrowa Górnicza Huta Katowice podg                                      | 299 m                                                                    |
| Abzweig geradeaus und nach rechts |                                                                                | nach Dąbrowa Górnicza Strzemieszyce                                      | nach Dąbrowa Górnicza Strzemieszyce                                      |
| Dienststation / Betriebs- oder Güterbahnhof | 7,537                                                                          | Dąbrowa Górnicza Południowa                                              | 282 m                                                                    |
| Strecke von links (außer Betrieb) · Abzweig geradeaus und ehemals nach rechts |                                                                                |                                                                          |                                                                          |
| Abzweig quer und ehemals nach rechts · Kreuzung geradeaus unten |                                                                                | Dąbrowa Górnicza Strzemieszyce–D. G. Wschodnia                           | Dąbrowa Górnicza Strzemieszyce–D. G. Wschodnia                           |
| Strecke von links · Kreuzung geradeaus unten · Abzweig quer und von links |                                                                                | von Dąbrowa Górnicza Towarowa                                            | von Dąbrowa Górnicza Towarowa                                            |
| Strecke nach links · Abzweig geradeaus, von links und von rechts · Strecke nach rechts |                                                                                |                                                                          |                                                                          |
| Blockstelle | 10,7                                                                           | podg Dorota                                                              | 272 m                                                                    |
| Strecke von links · Abzweig geradeaus, nach links und nach rechts · Strecke von rechts |                                                                                |                                                                          |                                                                          |
| Abzweig quer und nach rechts · Kreuzung geradeaus unten · Strecke nach rechts |                                                                                | nach Sosnowiec Dańdówka                                                  | nach Sosnowiec Dańdówka                                                  |
| Abzweig geradeaus und nach rechts |                                                                                | zur Strecke Jaworzno Szczakowa–Mysłowice                                 | zur Strecke Jaworzno Szczakowa–Mysłowice                                 |
| Abzweig geradeaus und von links |                                                                                | vom Euroterminal Sławków                                                 | vom Euroterminal Sławków                                                 |
| Abzweig geradeaus und von rechts |                                                                                | von Sosnowiec Kazimierz                                                  | von Sosnowiec Kazimierz                                                  |
| Dienststation / Betriebs- oder Güterbahnhof | 13,276                                                                         | Sosnowiec Maczki                                                         | 265 m                                                                    |
| |                                                                                |                                                                          |                                                                          |
| Grenze auf Brücke über Wasserlauf |                                                                                | Biała Przemsza (ehem. Staatsgrenze Russland–Österreich)                  | Biała Przemsza (ehem. Staatsgrenze Russland–Österreich)                  |
| |                                                                                |                                                                          |                                                                          |
| ehemaliger Haltepunkt / Haltestelle | 14,425                                                                         | Jaworzno Szczakowa Lokomotywownia                                        | 264 m                                                                    |
| Kreuzung geradeaus unten und links · Strecke von rechts |                                                                                | von Mysłowice                                                            | von Mysłowice                                                            |
| Abzweig geradeaus, nach rechts und von rechts · Strecke |                                                                                | von Mysłowice                                                            | von Mysłowice                                                            |
| Abzweig geradeaus und ehemals von rechts · Strecke |                                                                                | von Jaworzno                                                             | von Jaworzno                                                             |
| Bahnhof · Dienststation / Betriebs- oder Güterbahnhof | 15,810                                                                         | Jaworzno Szczakowa                                                       | 269 m                                                                    |
| Abzweig geradeaus und nach links · Kreuzung geradeaus unten und links |                                                                                | nach Bukowno                                                             | nach Bukowno                                                             |
| Abzweig geradeaus und von links · Strecke nach rechts |                                                                                |                                                                          |                                                                          |
| Blockstelle | 18,949                                                                         | podg Pieczyska                                                           | 283 m                                                                    |
| Bahnhof | 20,839                                                                         | Jaworzno Ciężkowice                                                      | 288 m                                                                    |
| Grenze |                                                                                | Grenze Śląskie–Małopolskie                                               | Grenze Śląskie–Małopolskie                                               |
| Haltepunkt / Haltestelle | 25,969                                                                         | Balin (früher Bahnhof)                                                   | 318 m                                                                    |
| Abzweig geradeaus und von rechts |                                                                                | von Zebrzydowice                                                         | von Zebrzydowice                                                         |
| Abzweig geradeaus und von links |                                                                                | von Trzebinia Siersza                                                    | von Trzebinia Siersza                                                    |
| Strecke mit Straßenbrücke |                                                                                | DK 79                                                                    | DK 79                                                                    |
| Bahnhof | 31,716                                                                         | Trzebinia                                                                | 293 m                                                                    |
| Abzweig geradeaus und nach rechts |                                                                                | nach Skawce                                                              | nach Skawce                                                              |
| Bahnhof | 36,789                                                                         | Dulowa                                                                   | 305 m                                                                    |
| Haltepunkt / Haltestelle | 41,196                                                                         | Wola Filipowska                                                          | 281 m                                                                    |
| Bahnhof | 45,097                                                                         | Krzeszowice                                                              | 260 m                                                                    |
| Brücke |                                                                                | DK 79                                                                    | DK 79                                                                    |
| Bahnhof | 51,634                                                                         | Rudawa                                                                   | 243 m                                                                    |
| Haltepunkt / Haltestelle | 57,515                                                                         | Zabierzów                                                                | 234 m                                                                    |
| Strecke mit Straßenbrücke |                                                                                | DK 79                                                                    | DK 79                                                                    |
| Haltepunkt / Haltestelle | 59,760                                                                         | Kraków Business Park                                                     | 231 m                                                                    |
| Strecke mit Straßenbrücke |                                                                                | DK 7                                                                     | DK 7                                                                     |
| Haltepunkt / Haltestelle | 61,852                                                                         | Kraków Mydlniki-Wapiennik                                                | 237 m                                                                    |
| Bahnhof | 63,304                                                                         | Kraków Mydlniki                                                          | 230 m                                                                    |
| Abzweig geradeaus und von rechts |                                                                                | von Kraków Lotnisko                                                      | von Kraków Lotnisko                                                      |
| Abzweig geradeaus und nach links · Strecke von rechts |                                                                                |                                                                          |                                                                          |
| Strecke · Abzweig geradeaus und nach links |                                                                                | nach Podłęże                                                             | nach Podłęże                                                             |
| Haltepunkt / Haltestelle · Strecke | 67,541                                                                         | Kraków Łobzów                                                            | 221 m                                                                    |
| Dienststation / Betriebs- oder Güterbahnhof · Strecke | 68,174                                                                         | Kraków Główny Towarowy                                                   | 222 m                                                                    |
| Abzweig geradeaus, nach links und von links · Kreuzung geradeaus unten |                                                                                | von Tunel                                                                | von Tunel                                                                |
| Strecke · Strecke nach links |                                                                                | nach Gaj                                                                 | nach Gaj                                                                 |
| Bahnhof | 70,779                                                                         | Kraków Główny                                                            | 216 m                                                                    |
| Strecke |                                                                                | nach Tarnów                                                              | nach Tarnów                                                              |

Die Bahnstrecke Dąbrowa Górnicza Ząbkowice–Kraków ist eine rund 71 Kilometer lange zweigleisige elektrifizierte Hauptbahn in den polnischen Woiwodschaften Śląskie (Schlesien) und Małopolskie (Kleinpolen). Die Bahn setzt sich aus zwei Teilstücken zusammen, von denen der nördliche zwischen Dąbrowa Górnicza und Maczki von der auf russisch-polnischen Gebiet verkehrenden Warschau-Wiener Eisenbahn, der südliche von Maczki bis nach Kraków (Krakau) von der österreichischen Krakau-Oberschlesischen Eisenbahn eröffnet wurde.

## Verlauf
Die Strecke beginnt im Bahnhof Dąbrowa Górnicza Ząbkowice an der Bahnstrecke Warszawa–Katowice, der auch Beginn der Bahnstrecke Dąbrowa Górnicza Ząbkowice–Brzeziny Śląskie ist, verläuft südwärts, unterquert die Bahnstrecke Tunel–Sosnowiec, kreuzt an der Abzweigstelle Dorota (km 10,700) die Bahnstrecke Dąbrowa Górnicza Towarowa–Panewnik, verläuft über den Bahnhof Sosnowiec Maczki (früher Granica; km 13,276) zum Bahnhof Jaworzno Szczakowa (km 15,810), dem Endpunkt der Bahnstrecke Jaworzno Szczakowa–Mysłowice und der Bahnstrecke Bukowno–Jaworzno Szczakowa und dem früheren Beginn der Bahnstrecke Jaworzno Szczakowa–Bolęcin. Von hier verläuft die Strecke südostwärts zum Bahnhof Trzebinia (km 31,716), dem Beginn der Bahnstrecke Trzebinia–Zebrzydowice und früher der Bahnstrecke Trzebinia–Skawce, dann ostwärts nach Krakau, am Bahnhof Kraków Mydlniki (km 63,304) trifft man auf die Strecke vom Flughafen, am Bahnhof Kraków Główny (km 70,779), dem Hauptbahnhof, auf die Strecke aus Warschau. Die Fortsetzung der Bahnstrecke Dąbrowa Górnicza Ząbkowice–Kraków ist die Bahnstrecke Kraków–Medyka.

## Zustand
Die Strecke ist durchgängig mit 3000 Volt Gleichspannung elektrifiziert und bis auf den kurzen Abschnitt von Sosnowiec Maczki nach Jaworzno Szczakowa zweigleisig. Die Höchstgeschwindigkeit war lange Zeit teilweise extrem niedrig: 2017 betrug sie bis kurz vor Sosnowiec Maczki (km 12,366/12,429) die Höchstgeschwindigkeit noch 110 bis 120 Kilometer pro Stunde, bis ungefähr zur Abzweigstelle Pieczyska (km 19,000) je nach Gleis noch sechzig bis hundert und fünfzig bis hundert, dann bis ungefähr zum Bahnhof Zabierzów (km 57,970) nur noch vierzig bis sechzig, abgesehen vom Abschnitt der Streckenkilometer 33,200–35,600 auf dem Gegengleis mit erlaubten hundert Kilometern pro Stunde. Sonst betrug auf diesem Abschnitt die Höchstgeschwindigkeit weitgehend fünfzig Kilometer pro Stunde. Danach waren auf dem einen Gleis bis zum Kilometerpunkt 62,750 neunzig, bis zum Kilometerpunkt 63,862 fünfzig, dann noch achtzig bis hundertzwanzig Kilometer pro Stunde zulässig, auf dem anderen bis zum Kilometerpunkt 63,870 sechzig bis siebzig, danach achtzig bis hundertzwanzig. Nach einer Sanierung der Strecke beträgt 2023 die Höchstgeschwindigkeit bis kurz hinter Jaworzno Szczakowa weitgehend 120 km/h, danach weitgehend 160 km/h.

## Geschichte

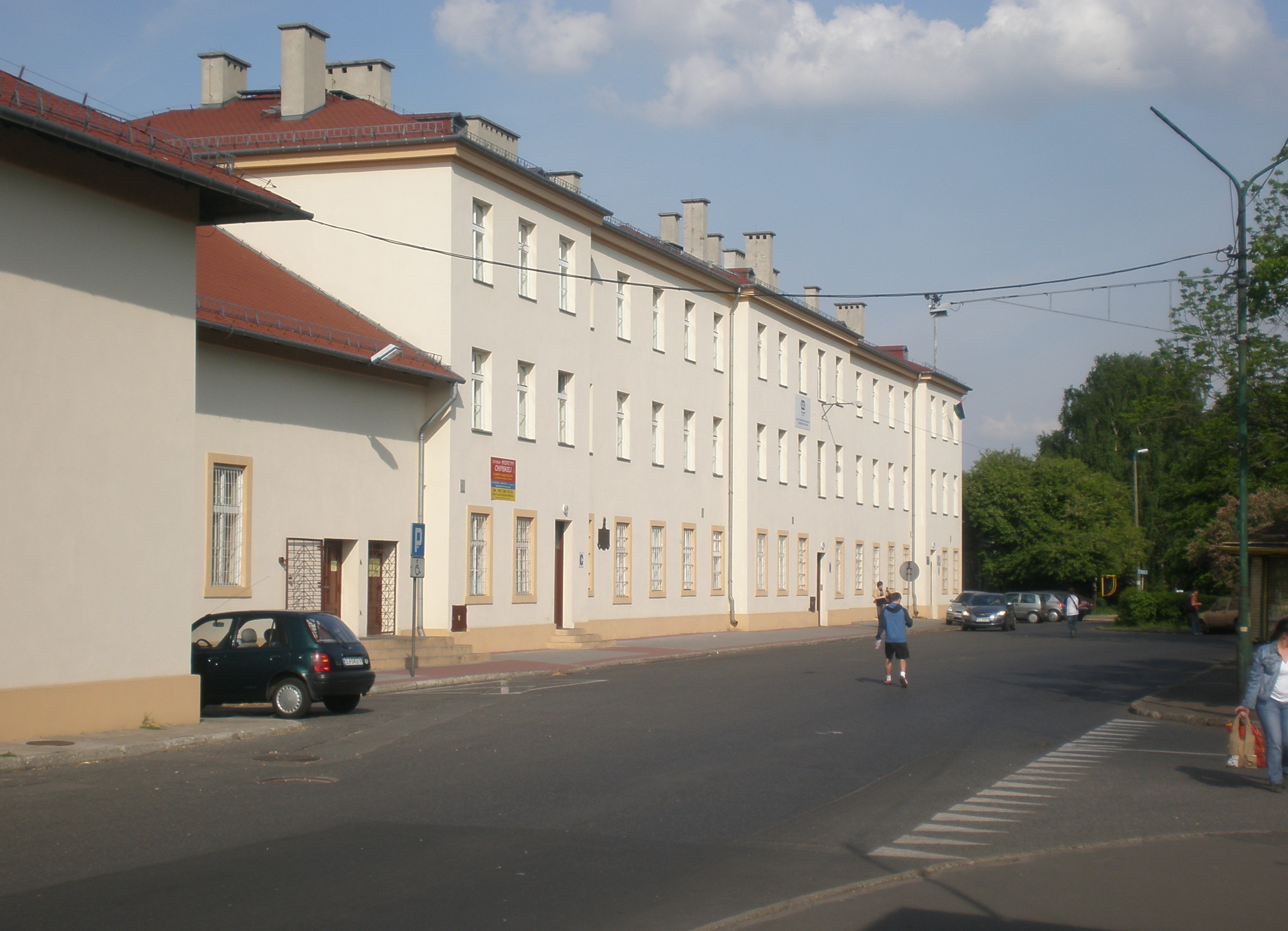
Bahnhof Jaworzno Szczakowa

Nachdem die ersten Pläne und die darauffolgenden Bauarbeiten einer Verbindung von Warschau in Richtung Österreich bis 1839 an den fehlenden finanziellen Mitteln gescheitert waren, übernahm die polnische Regierung ab 1843 die Verwaltung der zuständigen Warschau-Wiener Eisenbahn und führte die Bauarbeiten ab 1844 fort. Der Stammstreckenabschnitt zwischen Częstochowa und dem an der russisch-österreichischen Grenze gelegenen Bahnhof Granica (Grenze) wurde als letzter am 1. April 1848 eröffnet.
Der südliche Abschnitt wurde bereits ein halbes Jahr von der Krakau-Oberschlesischen Eisenbahn (KrOs) eröffnet, nachdem diese auf Initiative des Krakauer Senats 1844 ins Leben gerufen wurde. Die KrOs eröffnete am 13. Oktober 1847 ihre Stammstrecke zwischen Krakau, Szczakowa und dem preußischen Grenzort Myslowitz (Mysłowice). Mit der Vollendung der aus Warschau kommenden Strecke richtete sie von Szczakowa eine kurze Stichstrecke über die Weiße Przemsa (Biała Przemsza), welche den Grenzfluss darstellte, zum Bahnhof Granica ein. Mit ihrer Fertigstellung stellte die Bahn die erste direkte Schienenverbindung zwischen den beiden Kaiserreichen Russland und Österreich dar.
Seit 1878 ist die Strecke zwischen Trzebinia und Krakau zweigleisig, seit den 1920er Jahren der Rest der Strecke.
Nach 1918 wurde der Betrieb durch das polnische Verkehrsministerium durchgeführt, 1920 ging er dann an die neu gegründete polnische Staatsbahn Polskie Koleje Państwowe (PKP) über. Diese führt die Strecke gegenwärtig unter der Nummer 133. Seit dem 29. April 1959 ist der Abschnitt von Jaworzno Szczakowa nach Krakau, seit dem 30. April desselben Jahres auch der Abschnitt von Dąbrowa Górnicza Ząbkowice nach Jaworzno Szczakowa mit 3000 Volt Gleichspannung fertig elektrifiziert. Der nördliche Abschnitt zwischen den Bahnhöfen Dąbrowa Górnicza Ząbkowice und Jaworzno Szczakowa hat vorrangig Bedeutung im Güterverkehr und wird momentan (Stand April 2017) nicht im Personenverkehr bedient. Der südliche Abschnitt bis nach Kraków ist dagegen Teil der polnischen Eisenbahnkorridors E 30, welcher als Ost-West-Magistrale des südlichen Polens ausgebaut werden soll. Entsprechend wird die Strecke neben lokalen Personenzügen auch von Fernzügen bedient.